# Wikitravel
Wikitravel è un progetto per la creazione di una guida turistica mondiale statunitense che sia completa, aggiornata, affidabile e a contenuto libero.
Sebbene usi il modello Wiki per creare la guida e presentarla sul World Wide Web, il progetto mira anche alla produzione di guide adatte alla stampa.
Wikitravel è costruito con la collaborazione di Wikitravellers da tutto il globo.
Le voci possono coprire qualsiasi livello di dettaglio geografico, dai continenti ai distretti di una città. Sono logicamente connesse in una gerarchia, specificando che la località descritta in una voce è contenuta nella località più ampia descritta in un'altra voce. Il progetto include anche voci su argomenti di viaggio, frasari per viaggiatori e suggerimenti su itinerari.

## Storia
Il progetto Wikitravel fu iniziato nel luglio del 2003 da Evan e Michele Ann Jenkins Prodromou, in parte ispirato da Wikipedia. Esso fa uso del software MediaWiki, lo stesso usato da Wikipedia, tuttavia non è un progetto Wikimedia; prese infatti il via come progetto indipendente. Come Wikipedia, fa uso della licenza Creative Commons Attribution ShareAlike.
Il 20 aprile 2006 Wikitravel annunciò di essere stata acquistata insieme a World66 (un'altra guida turistica a contenuto aperto) dalla società Internet Brands. I signori Prodromou furono assunti dal nuovo proprietario per continuare a gestire Wikitravel come progetto basato sul consenso. Essi spiegarono che il piano a lungo termine della Internet Brands sarebbe stato per Wikitravel di continuare a focalizzarsi su guide oggettive gestite in modo collaborativo, mentre per World66 di focalizzarsi maggiormente sulle esperienze personali e sui resoconti. In seguito alla vendita del progetto a dicembre 2006 numerosi autori della versione tedesca di Wikitravel decisero di effettuare un fork del sito dando così vita al progetto Wikivoyage in lingua tedesca, al quale seguì anche la versione italiana, inaugurata nel dicembre 2007.
Il 1º maggio 2007 Wikitravel vinse il Webby Award come miglior sito di viaggi.
Il 3 agosto 2007, Prodromou, Jenkins e Jani Patokallio diedero vita alla Wikitravel Press, ditta che produce e vende le guide stampate basate sul materiale raccolto e scritto dai contributori di Wikitravel. Le prime due guide della Wikitravel Press, Chicago e Singapore, sono state ufficialmente lanciate il 1º febbraio 2008. Il contenuto delle guide è disponibile sotto la stessa licenza di Wikitravel, cioè Creative Commons Attribution ShareAlike license.

### La migrazione
Nel 2012 nacque tra gli utenti di Wikitravel la proposta di spostare tutti i loro contenuti e la loro attività di editing, riunendo il tutto con Wikivoyage in un nuovo progetto ospitato dalla Wikimedia Foundation. Alla base della proposta c'era l'insoddisfazione degli utenti causata da un servizio di hosting giudicato non all'altezza, la mancanza di aggiornamenti e supporto tecnico, l'eccessiva presenza di pubblicità e l'interferenza da parte di Internet Brands nelle attività della community. La quasi totalità degli amministratori e dei burocrati di wikitravel decisero di spostarsi su wikivoyage.
La società Internet Brands si oppose fermamente alla migrazione accusando Wikimedia di violare un marchio registrato e di effettuare concorrenza sleale, e minacciò azioni legali nei confronti dei singoli e di Wikimedia. La migrazione dei contenuti tuttavia è un'operazione permessa dalla licenza Creative Commons usata da wikitravel, quindi nell'agosto 2012 i contenuti furono scaricati in un database dump che costituì la base per l'unione con Wikivoyage.
Wikitravel è comunque rimasto online indipendentemente dalla migrazione dei suoi contenuti.

## Licenza
La licenza scelta è stata adottata, tra le altre cose, perché rende più facile la libera stampa di singole pagine di una guida. Da notare anche che sebbene Wikipedia e Wikitravel siano entrambe delle risorse a contenuto libero, la differenza negli obiettivi di Wikitravel ha portato a differenti politiche e linee guida sul contenuto. Per esempio, piuttosto che richiedere un rigido punto di vista neutrale, Wikitravel incoraggia i collaboratori ad esprimere le proprie opinioni personali con il requisito di "essere giusti".

## Lingue
Wikitravel è un progetto multilingua disponibile ad oggi in 17 differenti idiomi (in ordine di lancio):
1. inglese
2. romeno
3. francese
4. tedesco
5. svedese
6. giapponese
7. olandese
8. portoghese
9. spagnolo
10. polacco
11. italiano
12. esperanto
13. ungherese
14. finlandese
15. catalano
16. hindī
17. ebraico

In data 23 marzo 2007, si è raggiunto un numero complessivo di 28099 articoli tra tutte le edizioni in lingua.